# La Vacheresse-et-la-Rouillie
La Vacheresse-et-la-Rouillie ist eine französische Gemeinde mit 128 Einwohnern (1. Januar 2022) im Département Vosges in der Region Grand Est (bis 2015 Lothringen). Sie gehört zum Arrondissement Neufchâteau und zum Gemeindeverband Terre d’Eau.

## Geografie
Die Gemeinde La Vacharesse-et-la-Rouillie liegt etwa 15 Kilometer südwestlich von Vittel im äußersten Südwesten Lothringens zwischen den Landschaften Bassigny im Südwesten und Xaintois im Nordosten. Von Südosten greifen die Ausläufer der Monts Faucilles noch auf das Gemeindegebiet über (im Waldgebiet Le Trainechard wird mit 443 m über dem Meer der höchste Punkt erreicht). Durch die Gemeinde fließt der Anger, ein Zufluss des Mouzon, der zum Einzugsgebiet der Maas gehört. Fast die Hälfte des 9,36 km² großen Gemeindeareales ist mit Wald bedeckt, der sich im Norden und Südwesten ausbreitet. Nachbargemeinden von La Vacheresse-et-la-Rouillie sind Saint-Ouen-lès-Parey im Nordwesten und Norden,  Crainvilliers im Osten, Martigny-les-Bains im Süden sowie Sauville im Südwesten.

## Geschichte
Die Namen der Dörfer La Vacheresse und La Roulie sind seit dem Jahr 1280 bezeugt. Sie waren Teil der Vogtei Bassigny und der Propstei von Bourmont. Wie auch im Nachbardorf Crainvilliers herrschten die Familien Torneille, Chatelet und Coublans mit dem umfangreichsten Besitz.
Kirchlich gehörte La Vacheresse anfangs zur Pfarrei von Saint-Ouen-lès-Parey, die dem Kapitel Remiremont unterstand; das Dorf La Rouillie war kirchlich ein Anhang der Pfarrei von Crainvilliers unter der Herrschaft des Abtes von Flabémont.

## Bevölkerung
| Jahr      | 1962 | 1968 | 1975 | 1982 | 1990 | 1999 | 2006 | 2012 | 2021 |
| --------- | ---- | ---- | ---- | ---- | ---- | ---- | ---- | ---- | ---- |
| Einwohner | 178  | 141  | 145  | 149  | 147  | 125  | 121  | 135  | 123  |

Die Gemeinde liegt im strukturschwachen Südwesten des Départements Vosges, der überdurchschnittlich hohe Bevölkerungsverluste verzeichnete. Im Jahr 1836 wurde mit 614 Bewohnern die bisher höchste Einwohnerzahl ermittelt. Die Zahlen basieren auf den Daten von cassini.ehess und INSEE.

## Sehenswürdigkeiten
- Kirche Notre-Dame-de-la-Nativité (Mariä Geburt) in La Vacheresse
- Kirche Saint-Nicolas (St. Nikolaus) in La Rouillie

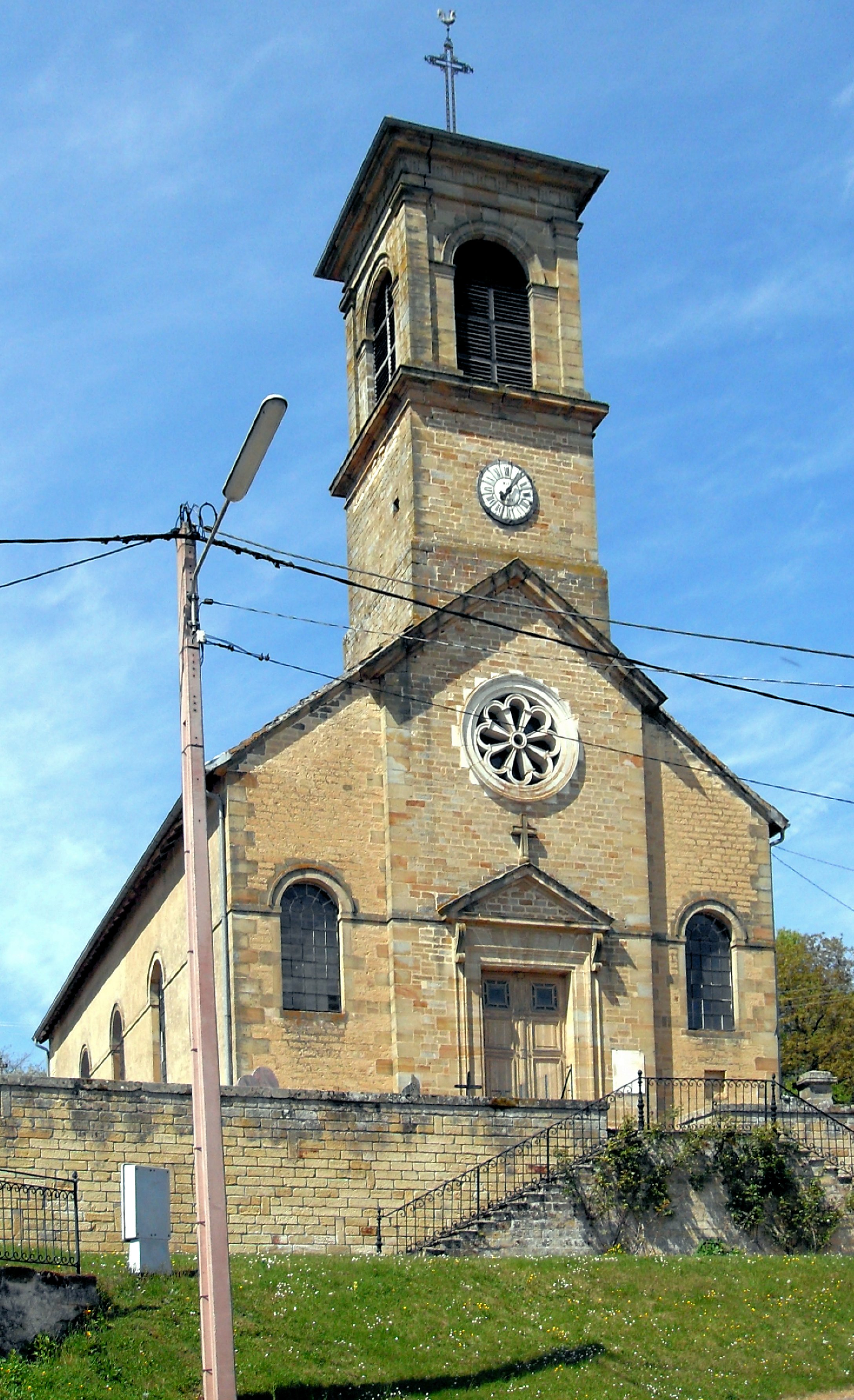
Kirche Notre-Dame-de-la-Nativité in La Vacheresse
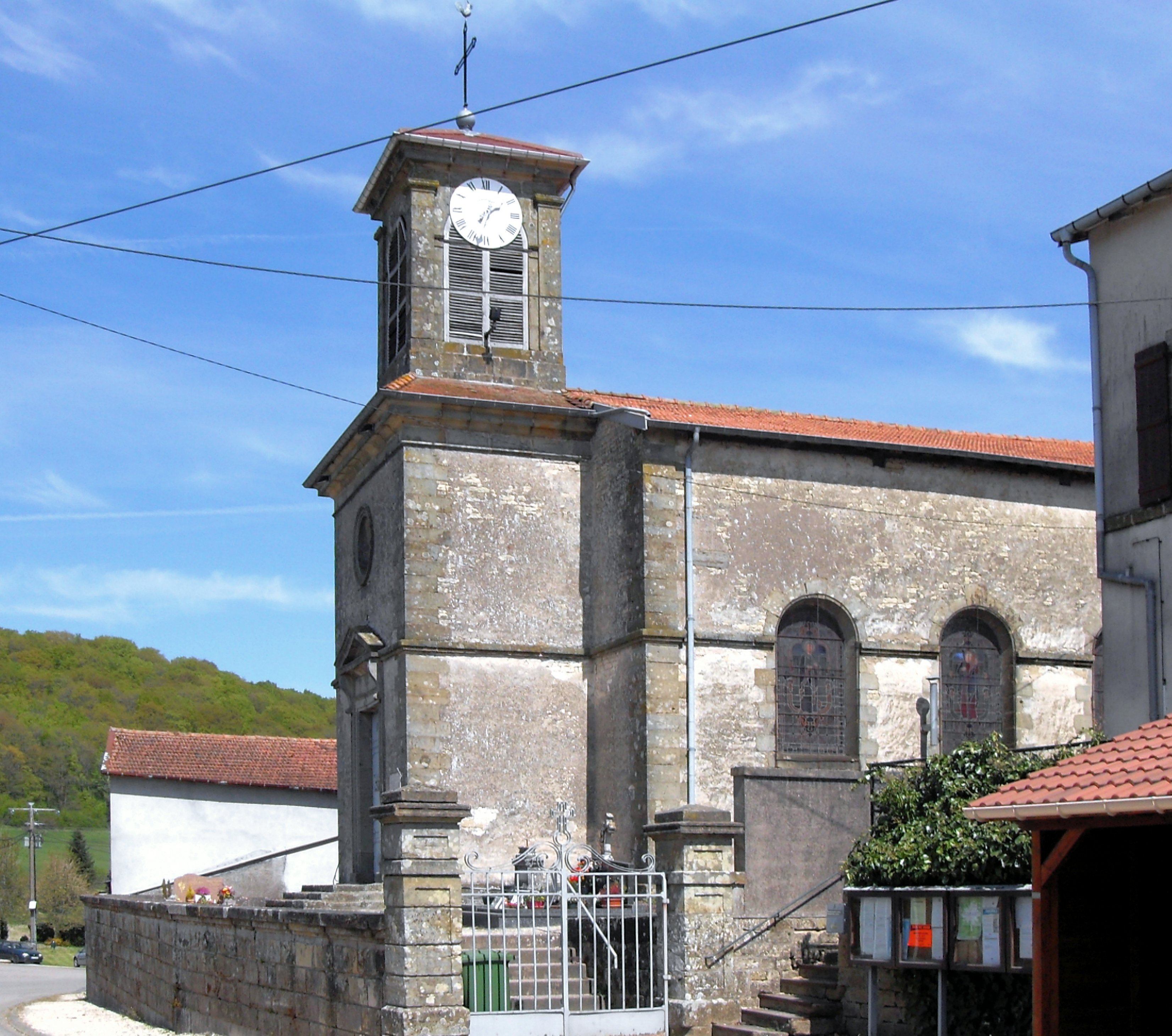
Kirche Saint-Nicolas in La Rouillie

## Wirtschaft und Infrastruktur
In der Gemeinde sind fünf Landwirtschaftsbetriebe ansässig (Milchwirtschaft, Zucht von Rindern, Schafen und Ziegen).
La Vacheresse-et-la-Rouillie liegt abseits der überregional wichtigen Verkehrswege. Es gibt Straßenverbindungen in die Nachbargemeinden Sauville, Saint-Ouen-lès-Parey, Crainvilliers und Martigny-les-Bains. Der in der sieben Kilometer entfernten Kleinstadt Martigny-les-Bains gelegene Bahnhof liegt an der Bahnlinie von Nancy nach Culmont-Chalindrey, die von der TER Lorraine betrieben wird. Im zwölf Kilometer entfernten Robécourt besteht ein Anschluss an die Autoroute A31.